# Con el respeto que se merecen
Con el respeto que se merecen, es el segundo álbum de la banda peruana, Nosequien y Los Nosecuantos, lanzado originalmente en formato casete en 1991.
El álbum contiene canciones clásicos, al estilo de la banda, con algunos éxitos que quedarían en la memoria colectiva del público como «Las torres», «Los patos y las patas», «El rap del chicle choncholí», entre otras.

## Historia

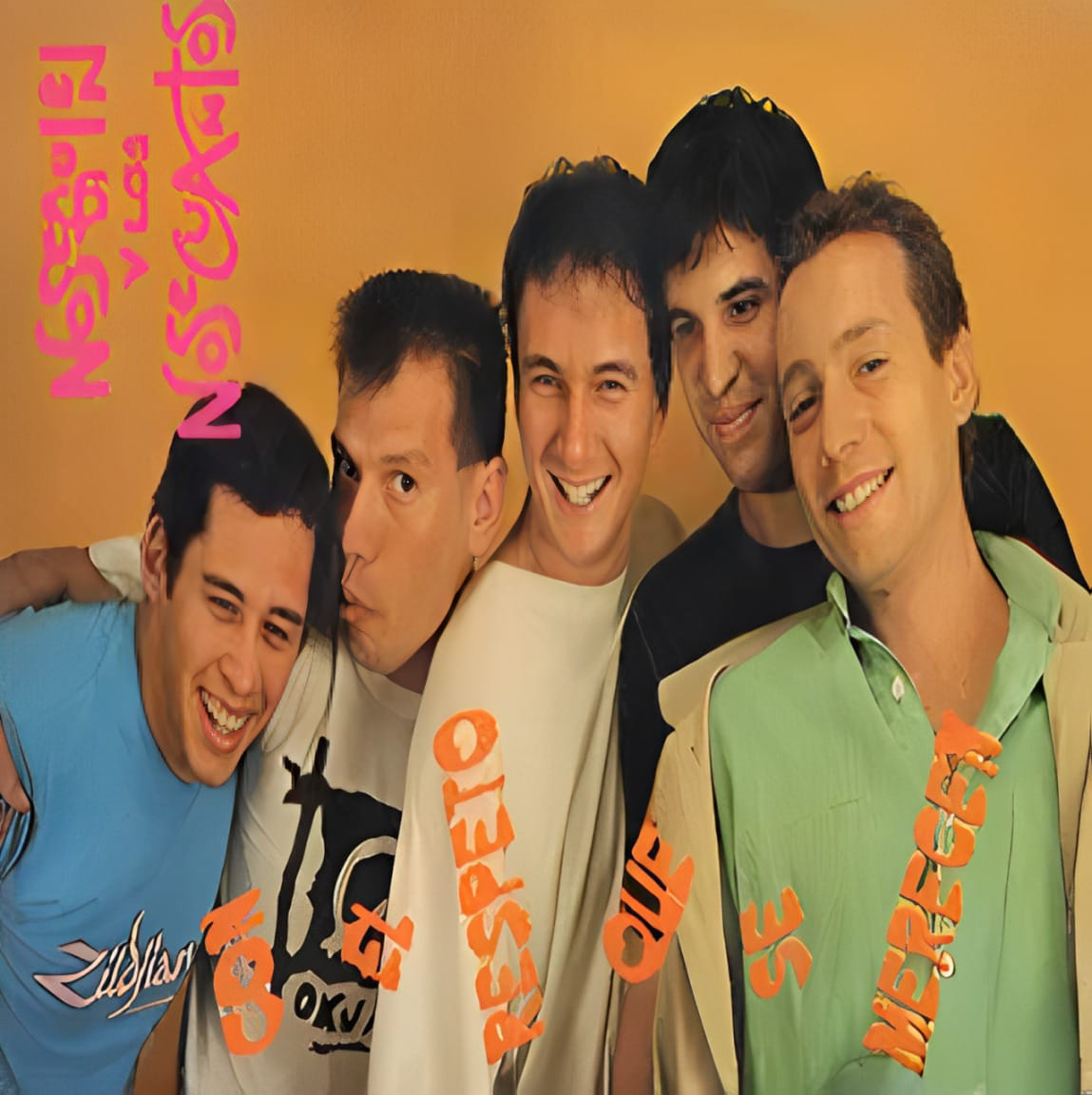
Portada del álbum "Con El Respeto Que Se Merecen" de la banda peruana "Nosequien y los Nosecuantos"

Las sesiones de grabación del álbum comenzaron por el año 1991 en Lima, después de haber tenido gran éxito con el primer álbum titulado No somos nada, la banda regresa con ganas, con la misma química que los caracteriza.

### Portada de álbum
En la portada del álbum, Con el respeto que se merecen, se puede ver las caras de los miembros de la banda, Nosequien y Los Nosecuantos.

## Descripción de canciones
- "Las torres": es la primera canción en dicho álbum, es una de las canciones más sonadas en las radios limeñas hasta el día de hoy, la cual hizo que el grupo esté en la cima de la popularidad. La canción trata sobre las diferencias políticas entre todos y las grandes mentiras que se han dicho a través de los gobiernos, se dice de los terroristas que paran de mano en mano con los gobiernos y con los partidos políticos, era una fotografía de la realidad en la década de los años 1980.

- "Los patos y las patas": es la segunda canción del mismo álbum, y esta fue muy bien difundida, ya que eran épocas de verano y toda la gente ponía esa canción en las playas. La canción habla de un día soleado en las playas del sur, donde a pesar de las diferencias económicas, todos disfrutan estar bajo el sol con la familia. La canción generó controversia cuando Menudo usó el estilo y letra para su tema "Los amigos y las amigas", que terminó en un litigio y su prohibición en Perú.[2]

## Lista de canciones
| Cara A |                               |          |  |
| N.º    | Título                        | Duración |  |
| 1.     | «Títere»                      | 2:28     |  |
| 2.     | «Los patos y las patas»       | 3:09     |  |
| 3.     | «El rap del chicle choncholí» | 2:30     |  |
| 4.     | «Sólo amigos»                 | 3:47     |  |
| 5.     | «Monstruo de Armendariz»      | 3:00     |  |
| 6.     | «Volver»                      | 3:14     |  |

| Cara B |                                     |          |  |
| N.º    | Título                              | Duración |  |
| 1.     | «Josefina»                          | 3:03     |  |
| 2.     | «Las torres»                        | 3:24     |  |
| 3.     | «La pacha»                          | 4:09     |  |
| 4.     | «Father and Son (Sr. Vasconsuelos)» | 2:45     |  |
| 5.     | «Pasamayo maldito»                  | 2:13     |  |
| 6.     | «Kagen Von Risen»                   | 2:13     |  |

## Créditos
Nosequien y Los Nosecuantos
- Raúl Romero - vocalista líder, Guitarra acústica y corista.
- Fernando Ríos - vocalista, bajo y corista.
- Pablo Boner - Teclados, Guitarra acústica y corista.
- Pedro Silva - Batería y corista.
- Alfredo Sillau - vocalista, Guitarra y corista.

Colaboradores en el álbum
- Gonzalo Torres - bajo y corista.